# Psydrax richardsiae
Psydrax richardsiae là một loài thực vật có hoa trong họ Thiến thảo. Loài này được Bridson miêu tả khoa học đầu tiên năm 1985.